# Rhythm Is a Dancer
Rhythm Is a Dancer è un singolo del gruppo musicale tedesco Snap!, pubblicato il 30 marzo 1992 come secondo estratto dal secondo album in studio The Madman's Return.

## Descrizione
Il riff del brano è tratto da Automan dei Newcleus del 1984.
Il brano divenne uno dei tormentoni estivi dell'anno. È stato anche inserito nella compilation del Festivalbar 1992 nella versione pubblicata su maxi singolo a 12".

## Promozione
Il brano è stato utilizzato come colonna sonora del film Anni 90, durante la scena con Francesco Benigno e Maurizio Prollo, uscito nello stesso anno.

## Tracce
7" Single
1. Rhythm Is a Dancer (7" Edit) – 3:41
2. Rhythm Is a Dancer (Purple Hazed 7" Mix) – 4:31

12" Single
1. Rhythm Is a Dancer (12" Mix) – 5:12
2. Rhythm Is a Dancer (Purple Hazed Mix) – 6:49
3. See the Light (Hard-Kick Family Version) – 7:05
4. See the Light (Hypnotic Base Line Mix) – 7:07

CD Maxi
1. Rhythm Is a Dancer (7" Edit) – 3:41
2. Rhythm Is a Dancer (12" Mix) – 5:12
3. Rhythm Is a Dancer (Purple Hazed Mix) – 6:49

CD Maxi (Remixes)
1. Rhythm Is a Dancer (Remix) (Rhyth Kid Version) – 5:38
2. Rhythm Is a Dancer (Remix) (Tee's Choice Mix) – 6:19
3. Rhythm Is a Dancer (Remix) (Instrumental Rhythm) – 5:30

## Classifiche

### Classifiche settimanali
| Classifica (1992/93)     | Posizione massima |
| ------------------------ | ----------------- |
| Australia                | 3                 |
| Austria                  | 1                 |
| Belgio (Fiandre)         | 1                 |
| Canada                   | 19                |
| Danimarca                | 2                 |
| Europa                   | 1                 |
| Finlandia                | 6                 |
| Francia                  | 1                 |
| Germania                 | 1                 |
| Grecia                   | 3                 |
| Irlanda                  | 1                 |
| Italia                   | 1                 |
| Norvegia                 | 4                 |
| Nuova Zelanda            | 11                |
| Paesi Bassi              | 1                 |
| Regno Unito              | 1                 |
| Spagna                   | 1                 |
| Stati Uniti              | 5                 |
| Stati Uniti (dance club) | 1                 |
| Svezia                   | 2                 |
| Svizzera                 | 1                 |

### Classifiche di fine anno
| Classifica (1992) | Posizione |
| ----------------- | --------- |
| Australia         | 15        |
| Austria           | 2         |
| Belgio (Fiandre)  | 2         |
| Germania          | 1         |
| Italia            | 1         |
| Paesi Bassi       | 4         |
| Regno Unito       | 2         |
| Spagna            | 2         |
| Svizzera          | 2         |
| Classifica (1993) | Posizione |
| Stati Uniti       | 25        |